# Reclutamento del personale dell'intelligence italiana
Il reclutamento del personale dell'intelligence italiana si riferisce alla disciplina della selezione del personale, da impiegare presso i servizi segreti italiani.
Esso è attualmente disciplinato dalla legge 3 agosto 2007, n. 124.

## Le modalità di selezione
La selezione del personale avviene tramite concorso pubblico, secondo il principio sancito dall'art. 97 della Costituzione della Repubblica Italiana; la riforma del 2007 ha introdotto inoltre anche l'apertura a civili, che possono ora entrare a farne parte - ma solo limitatamente all'AISI - mentre all'AISE l'accesso è riservato al solo personale facente già parte delle forze armate italiane; in ogni caso per la componente civile possono partecipare anche coloro che non siano già lavoratori presso una pubblica amministrazione italiana.
È però espressamente prevista anche assunzione diretta nei casi di alta e particolare specializzazione per attività assolutamente necessarie all'operatività specifica, viene anche affermato che questo tipo di assunzione si intende a tempo determinato, sono previste una serie di incompatibilità per particolari soggetti.

## Ruolo del personale
La legge demanda ad apposito regolamento la disciplina del reclutamento, e dell'ordinamento del personale, compreso il trattamento previdenziale.
La normativa prevede inoltre una sorta di spoils system per la "quota di personale" impiegato in stretta collaborazione con il direttore generale del DIS e con i direttori dei servizi (ossia AISE e AISI): la loro permanenza dipende dalla durata in carica dei rispettivi direttori.